# ابوعاقله عبدالله
ابوعاقله عبدالله (انگلیسی: Abuaagla Abdalla؛ زادهٔ ۱۱ مارس ۱۹۹۳) بازیکن فوتبال است.
وی همچنین در تیم‌های ملی فوتبال زیر ۲۳ سال سودان و سودان بازی کرده‌است.